# حشره‌خوار درختی نرم‌دم بورنئو
حشره‌خوار درختی نرم‌دم بورنئو(نام علمی: Dendrogale melanura) نام یک گونه از سرده نرم‌دم‌ها است.